# Page and Plant
Page and Plant was een muzikaal project van Jimmy Page en Robert Plant, twee ex-leden van Led Zeppelin. In het begin van de jaren 90 toerde het duo onder de naam Page and Plant. In 1994 kwamen ze weer bij elkaar en begonnen ze, nadat ze een zeer succesvol eerste album hadden opgenomen, aan een wereldtournee. Na nog een album en een tournee ontbonden ze in 1998. Er was een korte reünie in 2001.

## Achtergrond
De eerste plannen voor een hernieuwde samenwerking tussen Page en Plant werden gemaakt in 1993, nadat Plant uitgenodigd was om op te treden bij MTV Unplugged. De Engelse producer Bill Curbishley, die sinds de jaren tachtig manager van Plant was en in 1994 het management van Page op zich nam, was een bindende factor in de hereniging van de twee. Ondanks mislukte pogingen van anderen om het paar te herenigen, was Curbishley in staat om de terughoudende Plant over te halen opnieuw met Page samen te werken.
Tijdens een interview dat hij in 2004 gaf aan de Engelse muziekjournalist Charles Shaar Murray van het muziektijdschrift Mojo, zei Page:

Ik zou gaan optreden met David Coverdale in Japan, toen ik een telefoontje kreeg van Robert’s management met de vraag om eens langs te komen bij Robert in Boston. Hij zei toen dat hij gevraagd was door MTV om een Unplugged optreden te doen, en dat hij dat graag samen met mij zou doen. Ik vond dat prima. Het gaf ons de mogelijkheid om een aantal oude Led Zeppelin nummers te herzien en ze in een nieuw jasje te steken. 

Plant zei in 2005 tijdens een interview met Nigel Williamson van het Engelse tijdschrift Uncut, het volgende:

Ik had in die periode absoluut niet meer het gevoel dat ik een rockzanger was... Toen werd ik benaderd door MTV om een Unplugged optreden te doen. Maar ik wist dat ik op dat moment niet kon worden gezien als de vaandeldrager van de Led Zeppelin-erfenis, zeker niet op tv. Toen verscheen Jimmy plotseling tijdens een optreden in Boston, en het leek alsof die lastige laatste dagen van Led Zep nooit bestaan hadden. We hadden ineens weer dat wederzijdse begrip voor elkaar, zonder iets te zeggen. We praatten wat over het MTV-gebeuren en besloten het te doen. 

Op 17 april 1994 traden Page en Plant voor het eerst samen op tijdens het herdenkingsconcert ter ere van de Engelse bluesmuzikant Alexis Korner, in het Engelse kuuroord Buxton. Op 25 en 26 mei 1994 werden er in Londen, Wales en Marokko, samen met Egyptische en Marokkaanse muzikanten, opnamen gemaakt van verschillende Led Zeppelin nummers en een viertal nieuwe nummers. De opnamen werden op 12 oktober van dat jaar uitgezonden op tv, en waren zo’n commercieel succes dat besloten werd om een concerttour te organiseren, die begon in februari 1995. Van het optreden bij MTV verscheen in november 1994 het livealbum No Quarter: Jimmy Page and Robert Plant Unledded.
In 2004 zei Page hierover:

Het voelde bijna als een heldendaad om op deze manier rond te trekken. We maakten gebruik van twee orkesten, een Westers en een Arabisch en ook een hurdy gurdy. Het was geweldig om over de wereld te gaan en mensen kennis te laten maken met deze nieuwe geluiden, die ze niet kenden. Het was niet altijd even makkelijk, maar het was het meer dan waard. 

Na de wereldwijde concerttour, doken Page en Plant de studio in met geluidstechnicus en producer Steve Albini, voor de opnamen van het studioalbum Walking into Clarksdale. Het album bevatte uitsluitend nieuw materiaal met het traditionele rockgeluid. Het had echter niet het commerciële succes van Unledded, en na een promotietour voor het album, werd de samenwerking gaandeweg minder. De twee gingen weer verder met hun eigen nevenprojecten. Page zei hier over:

Er had nog een opvolger kunnen komen (voor "Walking into Clarksdale"). Ik had zeker een dozijn nummers klaar liggen voor een derde album. Ik liet ze aan Robert horen en hij vond enkele daarvan heel goed, maar hij wilde eigenlijk een andere richting op. Daar kon ik wel mee leven. 

In 2005 zei Plant:

Er stonden een aantal goede nummers op "Clarksdale", maar ik had mijn twijfels over de productie van het album. Het voelde voor mij als een doodlopende weg. We teerden nog steeds op de status van wie we ooit geweest waren. Dat hield in, dat we in grote zalen en arena’s optraden. Het drong steeds meer tot me door dat er ook iets anders bestond... Ik wist dat ik terug moest naar het spelen in clubs om te ontdekken waar het eigenlijk om draaide. Door afscheid te nemen van die grote optredens die ik met Jimmy had gedaan, was een doelbewuste beslissing. 

In juli 2001 kwamen Page en Plant nog eenmaal samen voor een optreden op het Montreux Jazz Festival.

## Leden
- Jimmy Page - akoestische en elektrische gitaar, mandoline, producer
- Robert Plant - zang, producer
- Porl Thompson - gitaar, banjo
- Nigel Eaton - draailier
- Charlie Jones - basgitaar, percussie
- Michael Lee - drums, percussie
- Ed Shearmur - orkestarrangementen, hammondorgel
- Jim Sutherland - mandoline, bodhrán

## Discografie
Albums
| Jaar | Album                                                 |
| ---- | ----------------------------------------------------- |
| 1994 | No Quarter: Jimmy Page and Robert Plant Unledded      |
| 1997 | The Inner Flame: Rainer Ptacek Tribute (samenwerking) |
| 1998 | Walking into Clarksdale                               |

Singles
| Jaar | Single                           |
| ---- | -------------------------------- |
| 1994 | "The Battle of Evermore" (promo) |
| 1994 | "Four Sticks" (promo)            |
| 1994 | "Gallows Pole"                   |
| 1994 | "Kashmir" (promo)                |
| 1995 | "Thank You"                      |
| 1995 | "Wonderful One"                  |
| 1998 | "Most High"                      |
| 1998 | "Shining in the Light"           |
| 1998 | "Sons of Freedom" (promo)        |

Video
| Jaar | Naam                                             |
| ---- | ------------------------------------------------ |
| 2004 | No Quarter: Jimmy Page and Robert Plant Unledded |